# Luís Afonso (ciclista)
Luís Filipe Correia Afonso, nascido em 14 de janeiro de 1990,Travanca (Aveiro), foi um ciclista português.

## Palmarés
- Juniores

- 2005, venceu Prémio de Ciclismo Cidade de Barcelos
- 2006, venceu Circuito  Prémio de Ciclismo do Futebol Clube Ramalde
- 2008,  venceu Prémio Cidade de Penafiel

- 2006
  - 2.º do Campeonato de Portugal em estrada cadetes
  - 2.º do Campeonato de Portugal da contrarrelógio cadetes
- 2009
  - Prólogo (contrarrelógio por equipas) e 3. ª etapa da Volta da Madeira
  - 3.º da Volta da Madeira
- 2011
  - 2.º da Clássica da Páscoa
  - 1º na etapa 1 GP Abimota
  - 1º no Criterium Festas do Cristo-Porriño
- 2012
  - 2.ª etapa da Volta à Corunha
  - Classificação geral da Volta a Galiza
  - 2.º do Grande Prêmio da Cidade de Vigo I

## Classificações mundiais
| Ano             | 2011   | 2012 | 2013 | 2014 | 2015 | 2016 | 2017  | 2018  |
| UCI Europe Tour | 917.º. |      |      |      |      |      | 1 806 | 1 958 |